# Xã Nunda, Quận Freeborn, Minnesota
Xã Nunda (tiếng Anh: Nunda Township) là một xã thuộc quận Freeborn, tiểu bang Minnesota, Hoa Kỳ. Năm 2010, dân số của xã này là 321 người.